# ویکی‌واژه
ویکی‌واژه (به انگلیسی: Wiktionary)، یک فرهنگ لغت اینترنتی با محتوای آزاد برپایهٔ همکاری باز است که واژگان بسیاری از زبانهای جهان را دربردارد و معنا، ریشه‌شناسی و تلفظ (آوایِش) واژه‌ها گنجانده می‌شود. ویکی‌واژه بُن‌مایهٔ واژگانیِ دانشنامهٔ آزاد ویکی‌پدیا است.
نسخهٔ زبان فارسی ویکی‌واژه برگردان واژه‌ها از فارسی به زبان‌های دیگر و برعکس آن را فراهم می‌سازد، در ۲۰ اکتبر ۲۰۰۴ آغاز به کار کرده و هم‌اکنون بیش از ۱۰۰٬۰۰۰ سرواژه (مدخل) دارد.